# Granada Atlético Club de Fútbol
El Granada Atlético Club de Fútbol fue un club de fútbol de España, de la ciudad de Granada. Fue fundado el 1 de septiembre de 2004 por un grupo de empresarios junto con las instituciones locales y jugó en la Tercera división española. En julio de 2009 firmó un pacto de filialidad con el Granada C.F., acabando así con un lustro de rivalidad entre ambos clubes. Sin embargo, a los pocos meses el pacto se rompió y el Granada Atlético desapareció oficialmente, permaneciendo algunos remanentes de categorías inferiores y femeninas. 

## Historia
El Granada Atlético fue fundado el 1 de septiembre de 2004 por empresarios e instituciones granadinas,entre ellas el alcalde de Granada, José Torres Hurtado, para dar una alternativa al histórico Granada Club de Fútbol. El primer año tuvo 700 socios, cifra que se redujo a 200 en la segunda temporada.
El club estaba formado con una base de 800 jugadores en sus categorías inferiores, provenientes de toda la provincia. Tenía un acuerdo de colaboración con el Real Madrid. [cita requerida]

## Uniforme
- Uniforme titular: camiseta con rayas verticales verdes y granates, con detalles y número en amarillo; pantalón verde, con los laterales en grana y ribetes en amarillo; medias verdes, con vuelta en color grana. Los colores son los de la bandera de Granada.
- Uniforme alternativo: igual que el titular pero cambiando el verde y grana por el azul marino y el azul celeste.